# Kiefer (Anatomie)

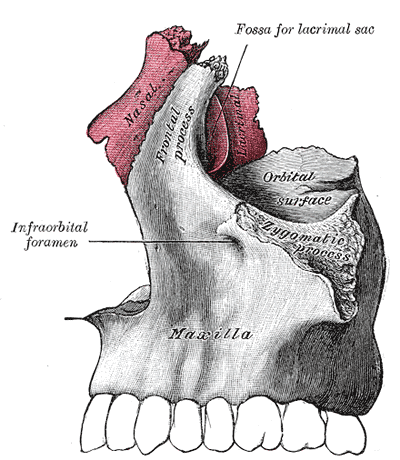
Oberkiefer des Menschen (Zeichnung)

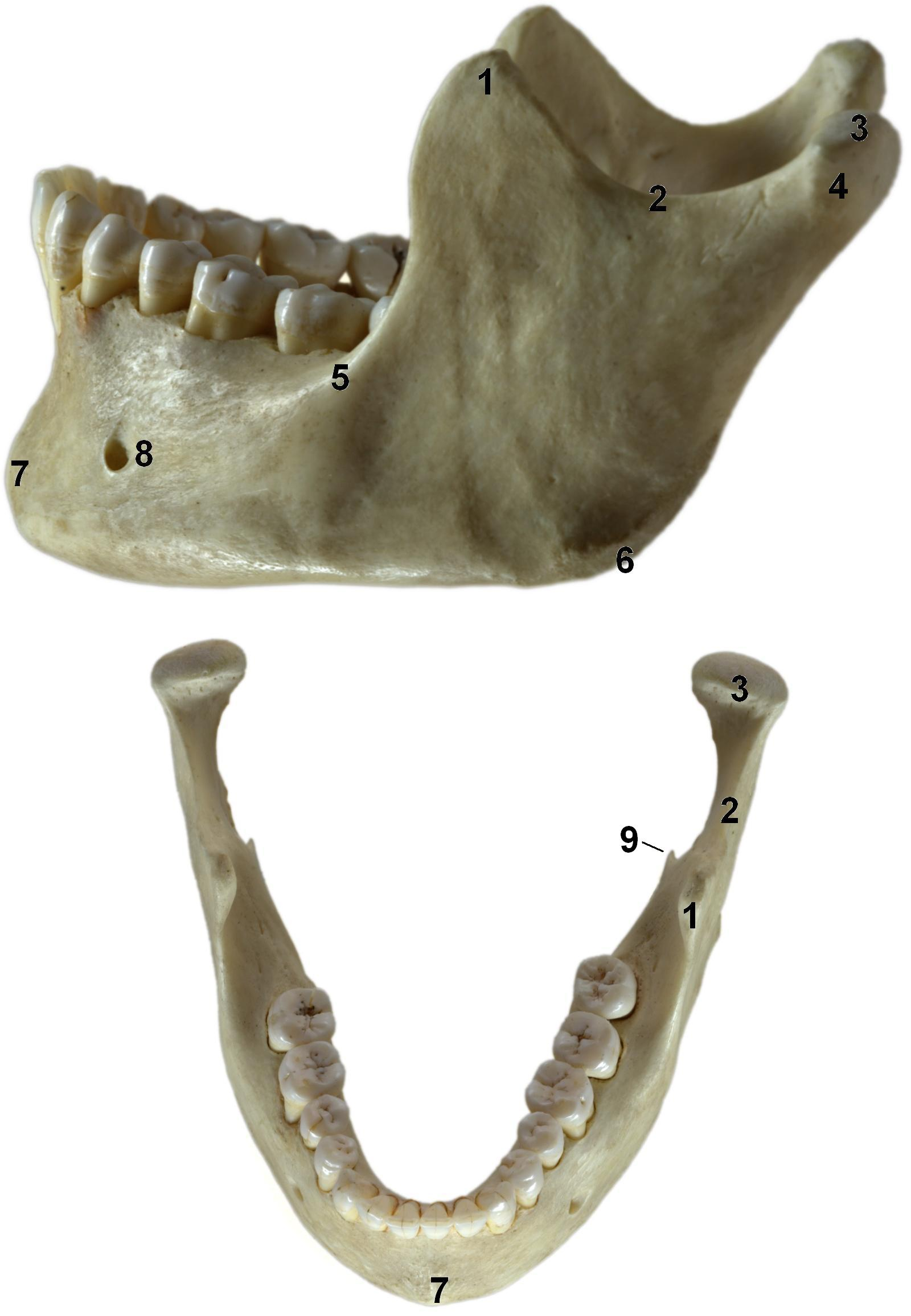
Unterkiefer eines Menschen

Als Kiefer oder Kieferknochen (altgriechisch Γνάθος gnathos, deutsch ‚der Kiefer‘, bairisch/österreichisch auch standardsprachlich ‚das Kiefer‘) bezeichnet man die mit Zähnen besetzten Teile des Schädels der Wirbeltiere, die der Aufnahme und Zerkleinerung der Nahrung dienen. Man unterscheidet den unbeweglichen, fest mit den anderen Schädelknochen verbundenen Oberkiefer (lateinisch Maxilla) und den beweglich im Kiefergelenk gelagerten Unterkiefer (lat. Mandibula). Die Zähne sind im Kiefer in den Zahnfächern (Alveolen) über eine Einkeilung (Gomphosis) verankert.
Ausnahmen von dieser Definition machen einige Dinosaurier und die Vögel. Zum einen waren bzw. sind bei ihnen keine Zähne ausgebildet. Neben der Hypothese, dass dies der Gewichtsreduktion dient, wurde auch die Hypothese aufgestellt, dass damit die Dauer der Embryonalentwicklung verkürzt werden konnte. Zum anderen können Vögel auch den Oberkiefer, die knöcherne Grundlage des Oberschnabels, bewegen. Dies wird durch eine bindegewebige elastische Zone (Zona flexoria craniofacialis) ermöglicht, wodurch auch der Oberkiefer über Muskeln aktiv an der Schnabelöffnung beteiligt ist.
In der Zahnheilkunde sind Kieferorthopädie und Kieferchirurgie auf Erkrankungen der Kiefer spezialisierte Fachzahnarztrichtungen.